# Wiktor Gołubiew
Wiktor Maksimowicz Gołubiew (ros. Виктор Максимович Голубев, ur. 4 stycznia?/17 stycznia 1916 w Piotrogrodzie, zm. 17 maja 1945) – radziecki lotnik wojskowy, dwukrotny Bohater Związku Radzieckiego (1942 i 1943).

## Życiorys
Od 1936 służył w Armii Czerwonej, w 1939 ukończył wojskową szkołę lotniczą w Charkowie, został lotnikiem pułku szturmowego, podczas wojny z Niemcami walczył w składzie 228 Lotniczej Dywizji Szturmowej 16 Armii Powietrznej. Brał udział w walkach pod Smoleńskiem i Rostowem nad Donem, w bitwie pod Stalingradem i bitwie pod Kurskiem jako dowódca klucza i szturman (nawigator) lotniczego pułku szturmowego, prowadząc naloty na siłę żywą i technikę wroga. Według oficjalnych danych wykonał 257 lotów bojowych, niszcząc m.in. 69 czołgów, 875 samochodów, 10 cystern i wiele sprzętu wroga. W 1943 został słuchaczem Akademii Wojskowo-Powietrznej im. Żukowskiego. Zginął w wypadku lotniczym. Został pochowany na Cmentarzu Nowodziewiczym. Jego imieniem nazwano ulicę w Ugliczu.

## Odznaczenia
- Złota Gwiazda Bohatera Związku Radzieckiego (dwukrotnie - 12 sierpnia 1942[1] i 24 sierpnia 1943)
- Order Lenina (12 sierpnia 1942)
- Order Czerwonego Sztandaru (dwukrotnie)
- Order Wojny Ojczyźnianej II klasy (10 lutego 1943)
- Order Czerwonej Gwiazdy (3 listopada 1942)

I medale.